# Haku-san
Der Haku-san (japanisch 白山) ist ein Schichtvulkan im japanischen Ryōhaku-Gebirge mit einer Höhe von 2702 m. Der Haku-san ist der westlichste Zweitausender Japans. Er ist von der nahe gelegenen Küste aus sehr gut sichtbar und erscheint selbst nachdem die umliegenden Berge ihren Schnee verloren haben immer noch weiß. Daraus leitet sich vermutlich die Bezeichnung des Berges als „weißer Berg“ ab. Er ist einer der drei heiligen Berge Japans und ist zudem in den 100 berühmten japanischen Bergen (日本百名山 Nihon-Hyakumeizan) aufgelistet. Der Haku-san liegt innerhalb des Hakusan-Nationalparks auf der Grenze zwischen den Präfekturen Ishikawa im Nordwesten und Gifu im Südosten.

## Religiöse Bedeutung

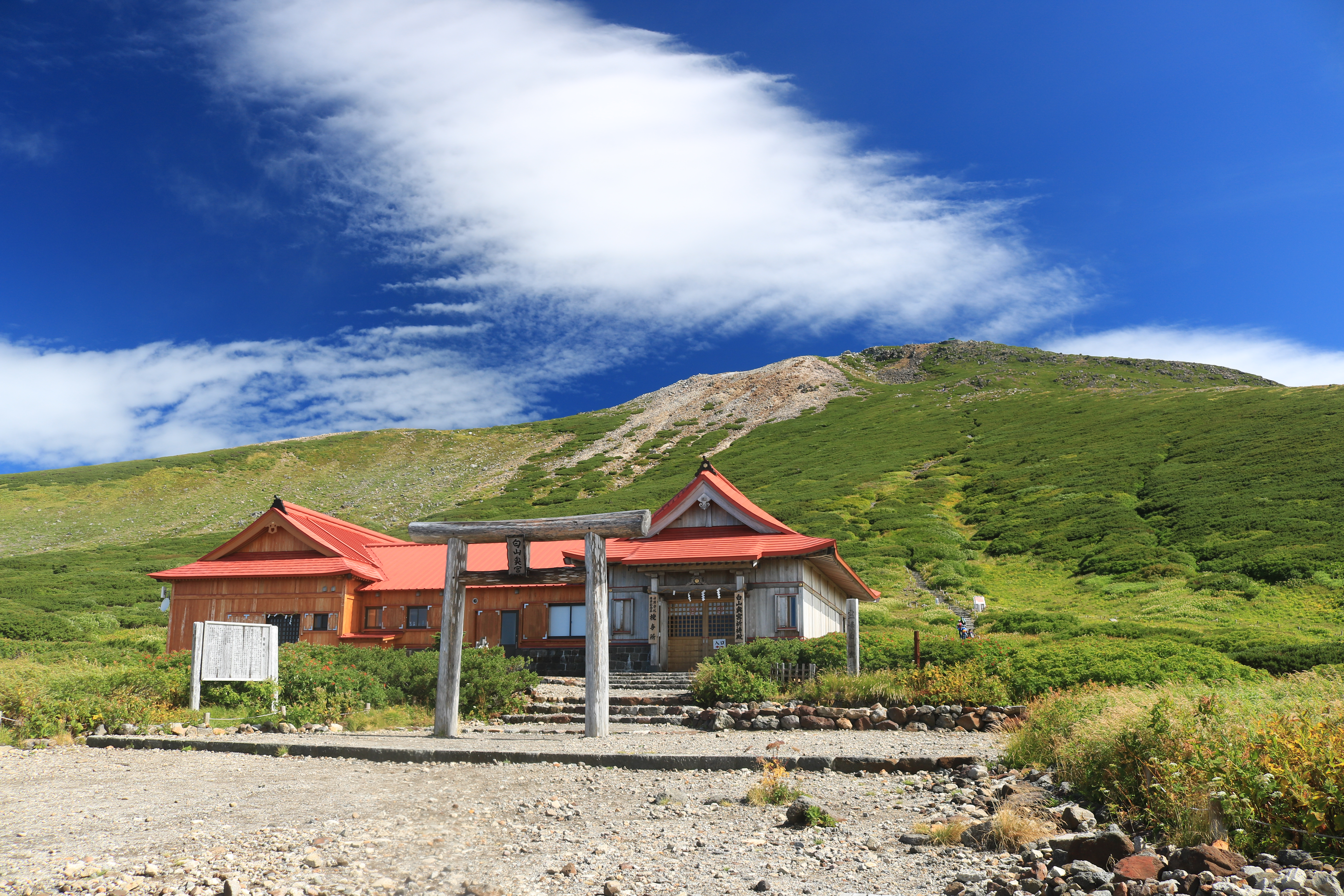
Shirayama-Hime-Schrein in Murodō

Zusammen mit dem Fuji-san und dem Tateyama gilt der Haku-san als einer der drei heiligen Berge Japans (日本三霊山 Nihon sanreizan). Als solcher ist er schon seit dem 8. Jahrhundert Ziel von Pilgerreisen. Die Erstbesteigung des Haku-san wird Taichō, einem Shugendō-Mönch, im Jahr 717 zugeschrieben. Der Haku-san bekam zu dieser Zeit ein Zentrum für den synkretistischen Shintoismus und Buddhismus, sowie ein Ort für das Praktizieren von Shugendō. Die Vergötterung und Verehrung als heiliger Berg wird als Hakusan-Glaube (白山信仰) bezeichnet. Okunomiya, ein Nebenschrein des Shirayama-Hime-Schreins (白山比咩神社), befindet sich auf Gozengamine. Der Shirayama-Hime-Schrein ist der Hauptschrein (総本社, sō-honsha) des Hakusan-Glaubens. Japanweit gibt es über 3000 Hakusan-Shinkō-Schreine.
Im Jahr 832 wurden drei Pilgerwege (Zenjōdō 禅定道) ausgehend von den Ortschaften Kaga, Echizen und Mino zum Haku-san etabliert. Auch heute werden diese noch oft als Wanderwege zum Haku-san genutzt.
- Kaga-Zenjōdō (加賀禅定道) – Diese Route führt vom Shirayama-Hime-Schrein in Hakusan in der Präfektur Ishikawa zum Gipfel des Haku-san über die Hinokishingu, den Nagakura-yama, Amaikemuro, Yotsuka-yama und dem Gipfel Ōnanjimine. Sie gilt als die Hauptroute.
- Echizen-Zenjōdō (越前禅定道) – Diese Route führt vom Heisenji-Hakusan-Schrein in Katsuyama in der Präfektur Fukui über Hōonji-yama, Ichinose, Shio-yama und Murodō nach Gozengamine, dem Gipfel des Haku-san.
- Mino-Zenjōdō (美濃禅定道) – Diese Route führt vom Nagataki-Hakusan-Schrein (長滝白山神社) in Gujō in der Präfektur Gifu über den Hakusan-Chuukyo-Schrein (白山中居神社), an der Itoshiro-Riesenzeder, den Ruinen des Kamibato-Schreins und Mizuno-Gongen-Schreins vorbei zum Gipfel Sannomine und von dort über den Mitarai-Teich und Murodō zum Gipfel des Haku-san.

## Geologie

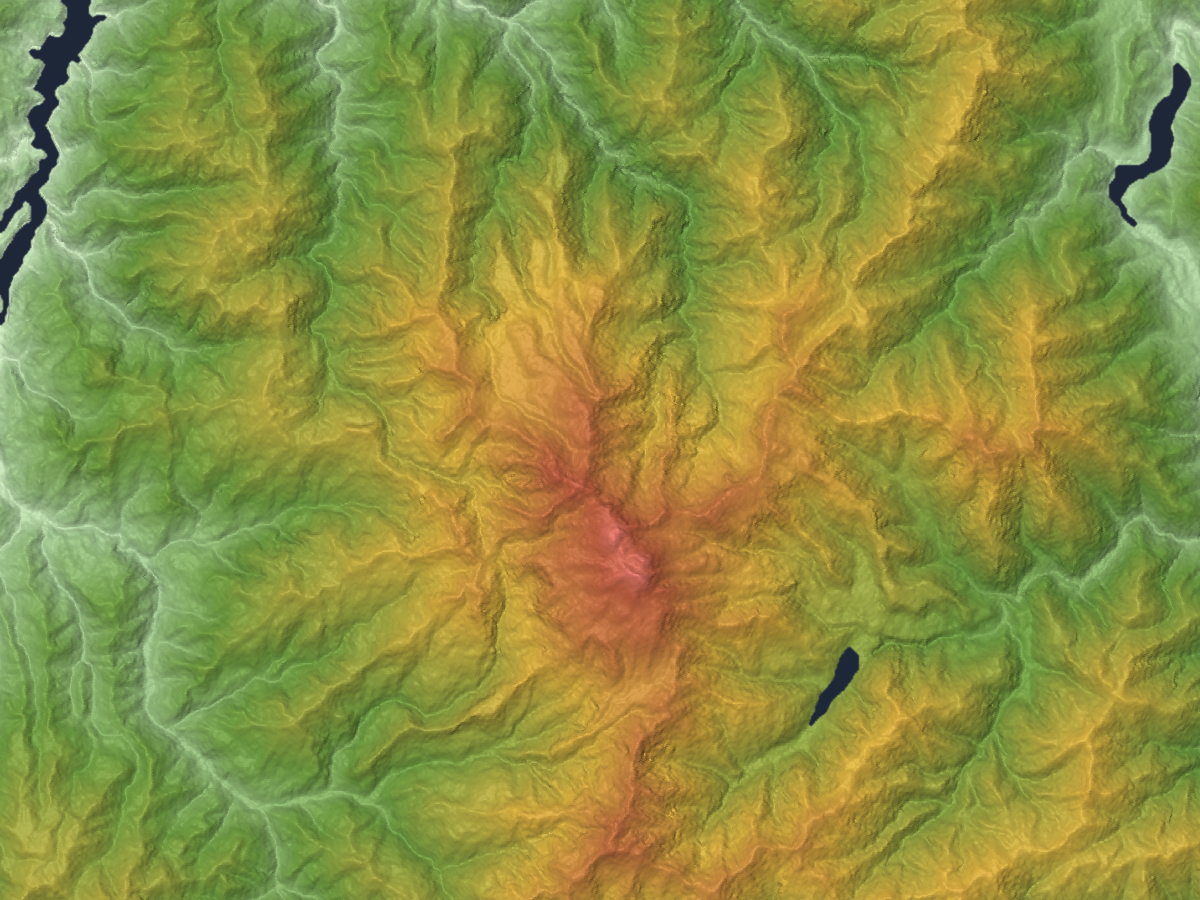
Relief des Haku-san

### Vulkanische Aktivität
Der Haku-san ist ein aktiver, jedoch ruhender Schichtvulkan. Auf dem Gipfel des Berges befinden sich etwa 15 durch frühere Ausbrüche entstandene Krater, worin sich einige Teiche, wie Midoriga-ike, gebildet haben. Es wird angenommen, dass der „Schmiedehöllen-Krater“ (鍛冶屋地獄火口 Kajiya-jigoku-kakou) südlich des Midoriga-ike durch den neuesten Ausbruch von 1659 entstanden ist. Aufgrund der vulkanischen Aktivität gibt es in der Umgebung zahlreiche Onsen.
Ausbruchsgeschichte
- Vor ungefähr 4400 Jahren – Die Vulkane in Gozengamine und Kengamine stürzen ein und verursachen Trümmer am Shiramizu-See
- Vor ungefähr 2000 Jahren – Die Lavakuppel von Kengamine wird gebildet.
- 706 – In der Chronik „Shoku Nihongi“ (続日本紀) wird festgehalten, dass in den Bergen ein Waldbrand aufgrund eines Ausbruchs des Haku-san auffacht
- 1042 – Es wird angenommen, dass der Ausbruch den Kratersee Midoriga-ike bildete. Ein schriftliches Zeugnis der vulkanische Aktivität findet sich in den „Hakusan-Aufzeichnungen“ (白山之記 Hakusan-no-ki)
- 1554 – Die vulkanische Aktivität setzt sich im Folgejahr fort. Detaillierte Informationen zur vulkanischen Aktivität finden sich in den „Hakusan-Sougon-Koujuu-Aufzeichnungen“ (白山荘厳講中記録 Hakusan-sougon-koujuu-kiroku)
- 1659 – Letzter Ausbruch des Haku-san, bei dem vermutlich der „Schmiedehöllen-Krater“ entsteht

Krater-Teiche
| Bild | Name und Bedeutung                     | Japanisch | Anmerkungen |
| ---- | -------------------------------------- | --------- | --- |
|      | Midoriga-ike („Grün-Teich“)            | 翠ヶ池    | Krater, der durch den Ausbruch im Jahr 1042 entstanden ist und der größte Teich auf der Seite der Präfektur Gifu |
|      | Konyaga-ike („Färber-Teich“)           | 紺屋ヶ池  | Teich direkt unterhalb von Kengamine                                                                             |
|      | Aburaga-ike („Öl-Teich“)               | 油ヶ池    | Nördlich von Gozenmine                                                                                           |
|      | Chi-no-ike („Blut-Teich“)              | 血ノ池    | Zwischen Gozenmine und Ōnanjimine                                                                                |
|      | Senjaga-ike („Tausendschlangen-Teich“) | 千蛇ヶ池  | Der Teich erscheint erst nach der Schneeschmelze                                                                 |
|      | Hyakushō-ike („Bauern-Teich“)          | 百姓池    | Alpenpflanzen wachsen in Gruppen um den Teich                                                                    |
|      | Goshiki-ike („Fünffarben-Teich“)       | 五色池    | Nördlich von Hyakushō-ike                                                                                        |

### Seismische Aktivität
Aufgrund der vulkanischen Aktivität des Haku-san werden zur Überwachung durch die Japan Meteorological Agency (JMA) unter anderem kontinuierlich seismische Messungen durchgeführt.
- 2005 – Massive seismische Aktivität direkt unterhalb des Gipfels im Februar, April, August und Oktober. Das größte Erdbeben ereignete sich am 3. Oktober um 13:59 Uhr mit einer Stärke von 4,5 (M4,2 nach Angaben der Universität Kyōto), und in der Stadt Hakusan wurde eine maximale seismische Intensität von 2 beobachtet.
- 2011 – März. Seit dem Erdbeben im Pazifischen Ozean in der Region Tōhoku (11. März 2011) ist die mikroseismische Aktivität direkt unterhalb des Gipfels gestiegen.
- 2014 – Massive seismische Aktivität auf der Südseite in der Nähe des Gipfels am 16. Dezember. Das größte Erdbeben war ein Erdbeben der Stärke 3,4, das um 01:32 Uhr auftrat. Eine seismische Intensität von 1 wurde in den Städten Hakusan, Ōno und Takayama beobachtet.
- 2017 – Massive seismische Aktivität direkt unter dem Gipfel am 29. November. Das größte Erdbeben war ein Erdbeben der Stärke 2,8, das um 05:06 Uhr auftrat. In der Stadt Hakusan wurde eine seismische Intensität von 1 beobachtet.
- 2020 – Vom 19. bis 20. Juni gab es auf der Nordseite in der Nähe des Gipfels eine Reihe seismischer Aktivitäten. Das größte Erdbeben ereignete sich am 19. Juni um 05:08 Uhr mit einer Stärke von 2,0.

### Fossilien
Die Umgebung des Haku-san ist eine der wenigen in Japan, die Aufschlüsse aus der Jurazeit des Mesozoikums enthält. Viele typische Funde von Dinosaurierfossilien Japans stammen aus diesem Gebiet. 1874 sammelte der deutsche Geograph Johannes Justus Rein rund um den Haku-san Pflanzenfossilien. Einer der größten Aufschlüsse befindet sich in der Region Kuwashima und ist als "Kuwashima-Fossil-Wand" (手取川流域の珪化木産地 Kuwashima Kasekikabe) bekannt. Diese wurde am 10. Juli 1957 als nationales Naturdenkmal ausgewiesen. Dort fanden sich zahlreiche Fossilien von Farnen, aufrechten Baumstämmen, Schalentieren, Schildkröten, Insekten und Dinosauriern. 1986 wurde dort ein fossiler Zahn eines Dinosauriers aus einer eng verwandten Art der Megalosaurus-Familie entdeckt, der zu dieser Zeit als der älteste Fund in Japan galt.

## Geographie

### Berge in der Umgebung

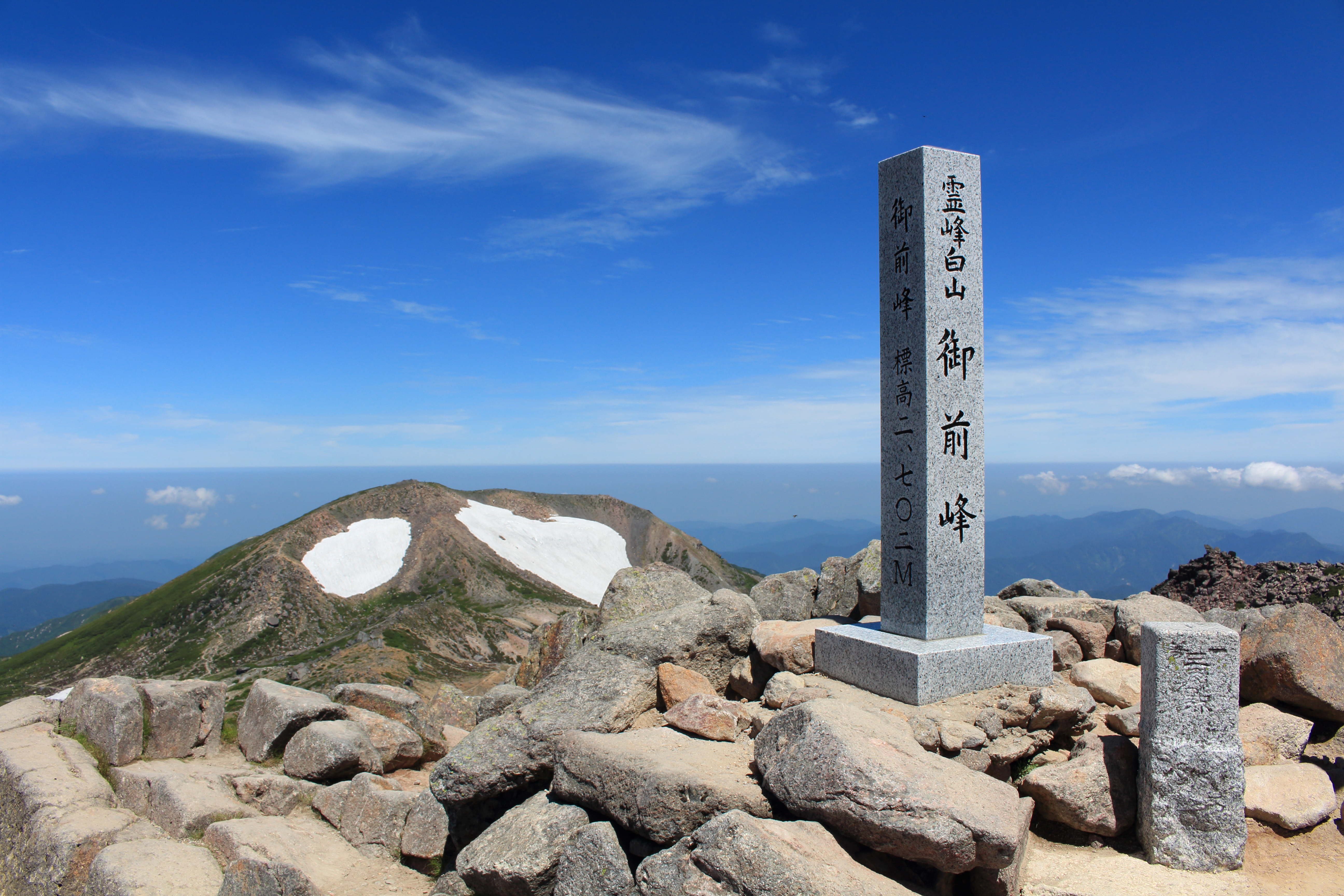
Gipfel Gozengamine (Haku-san) und Ōnanjimine

Der höchste Gipfel des Berges ist Gozengamine (御前峰) mit einer Höhe von 2702 m. Zusammen mit den Gipfeln Kengamine (剣ヶ峰, 2677 m) und Ōnanjimine (大峰, 2648 m) gelten die drei Gipfel als „Drei Gipfel des Haku-san“ (白山三峰 Hakusan Sanmine). Bessan und Sannomine werden manchmal miteinbezogen und zusammen dann als „Fünf Gipfel des Haku-san“ (白山五峰 Hakusan Go-Mine) bezeichnet.
| Name                  | Japanischer Name | Höhe （m） | ab Haku-san Distanz (km) und Richtung | Anmerkungen |
| --------------------- | ---------------- | ---------- | ------------------------------------- | --- |
| Okunagakura-yama      | 奥長倉山         | 1711       | 7,1 nach NNW                          | – |
| Nanakura-yama         | 七倉山           | 2557       | 2,1 nach NNW                          | – |
| Ōnanjimine            | 大汝峰           | 2684       | 0,9 nach NNW                          | Okuninushi-Schrein am Gipfel                                                                                                |
| Kengamine             | 剣ヶ峰           | 2677       | 0,3 nach NNE                          | ohne Wanderweg |
| Hakusan (Gozengamine) | 白山（御前峰）   | 2702       | 0                                     | höchster Gipfel der Präfektur Ishikawa höchster Gipfel des Ryōhaku-Gebirge in der Liste der 100 berühmten japanischen Berge |
| Hakusan-Shakadake     | 白山釈迦岳       | 2053       | 3,2 nach W                            | – |
| Bessan                | 別山             | 2399       | 5,6 nach S                            | – |
| Sannomine             | 三ノ峰           | 2128       | 7,5 nach S                            | – |

### Quellflüsse

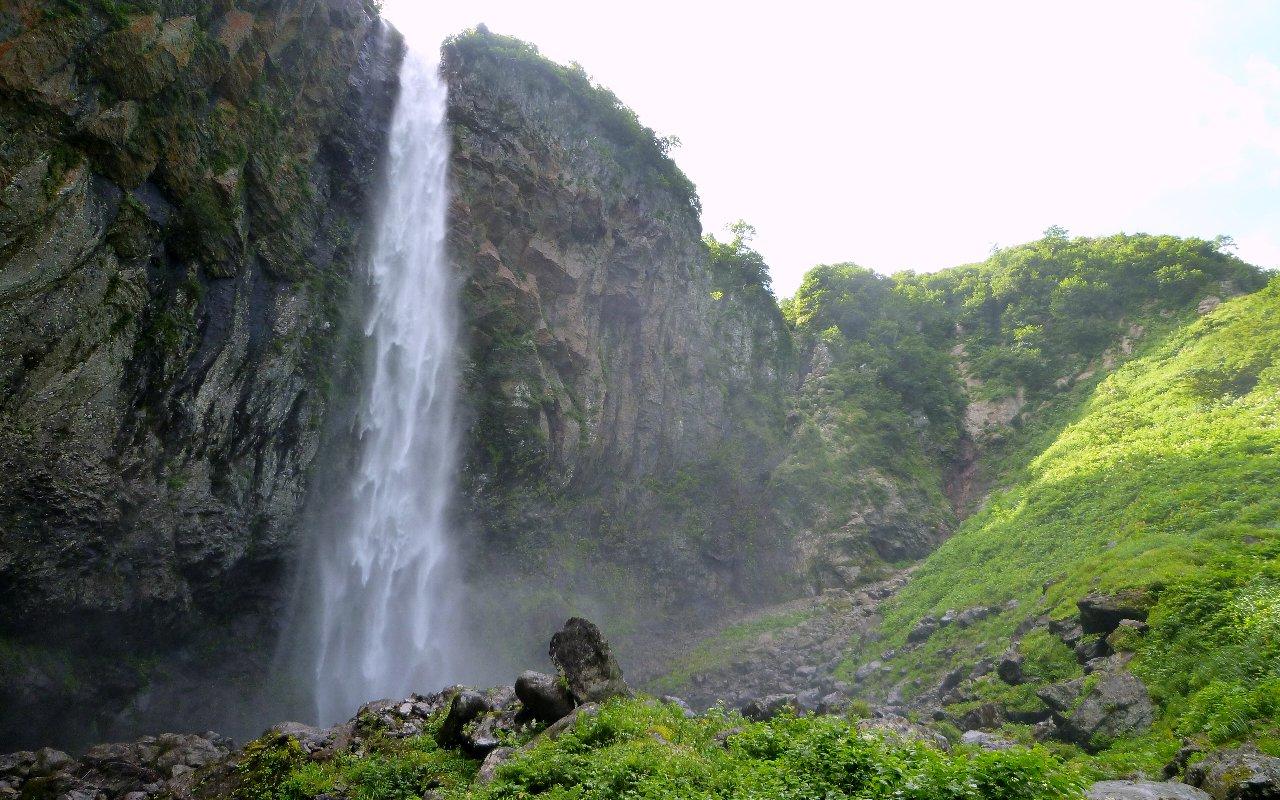
Hyakuyojō-Wasserfall

Folgende Flüsse entspringen am Haku-san und fließen ins Japanische Meer:
- Ōshira (jap. 大白川 Ōshira-kawa): Zufluss des Shō (jap. 庄川 Shō-gawa)
- Nakanokawa (jap. 中ノ川 Nakanokawa): Zufluss des Ozo (jap. 尾添川 Ozo-gawa) über das Maruishi-Tal (jap. 丸石谷 Maruishi-tani), den Hyakuyojō-Wasserfall (jap. 百四丈滝) und das Hizuke-Tal (jap. 日附谷 Hizuke-tani)
- Yagitani (jap. 柳谷 Yagitani): Zufluss des Ushikubi (jap. 牛首川 Ushikubi-gawa)

## Natur

### Flora
Der Haku-san bietet Raum für zahlreiche Pflanzenarten wie die Schatten-Schachblume. Einige der Namen der alpine Pflanzenarten beinhalten im Japanischen das Wort Hakusan, da sie auf den alten Wanderrouten zum Hakusan-Schrein entdeckt wurden. Diese Pflanzen finden sich jedoch auch auf vielen anderen Bergen in Japan. So beispielsweise Primula cuneifolia (Hakusan Kozakura), Anemone narcissiflora (Hakusan Ichige), Dactylorhiza (Hakusan Chidori), Geranium yesoemse (Hakusan Fuuro) und Rhododendron brachycarpum (Hakusan Shakunage). Die Blütezeit ist im Juli bis August. An den Hängen des Haku-san wachsen zudem ausgedehnte Laubwälder, die hauptsächlich aus Japanischer Buche bestehen. Andere verbreitete Baumarten sind Eichen der Art Quercus crispula, Japanische Rosskastanien und andere Rosskastanien-Arten.

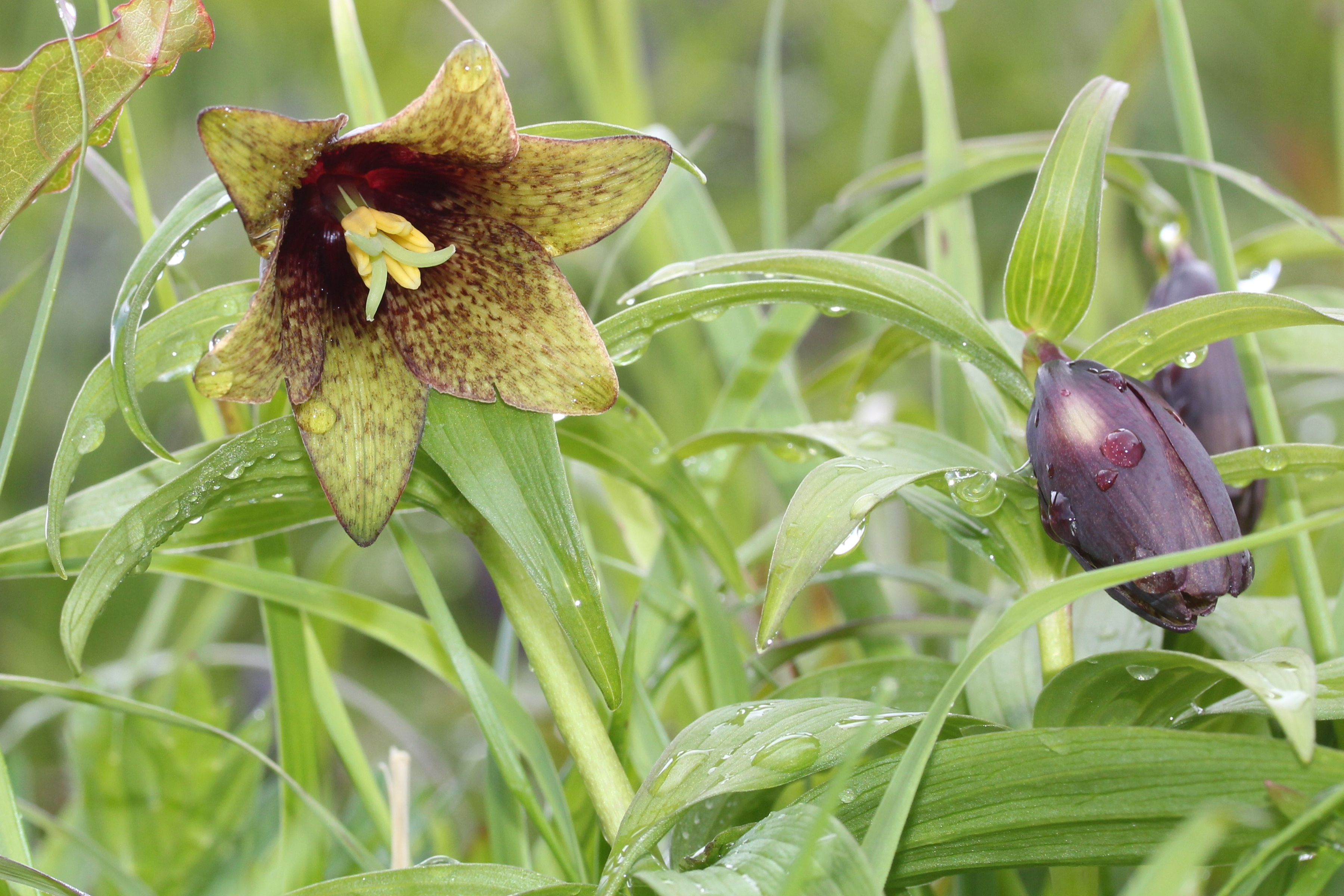
Schatten-Schachblume (jap. Kuro Yuri)
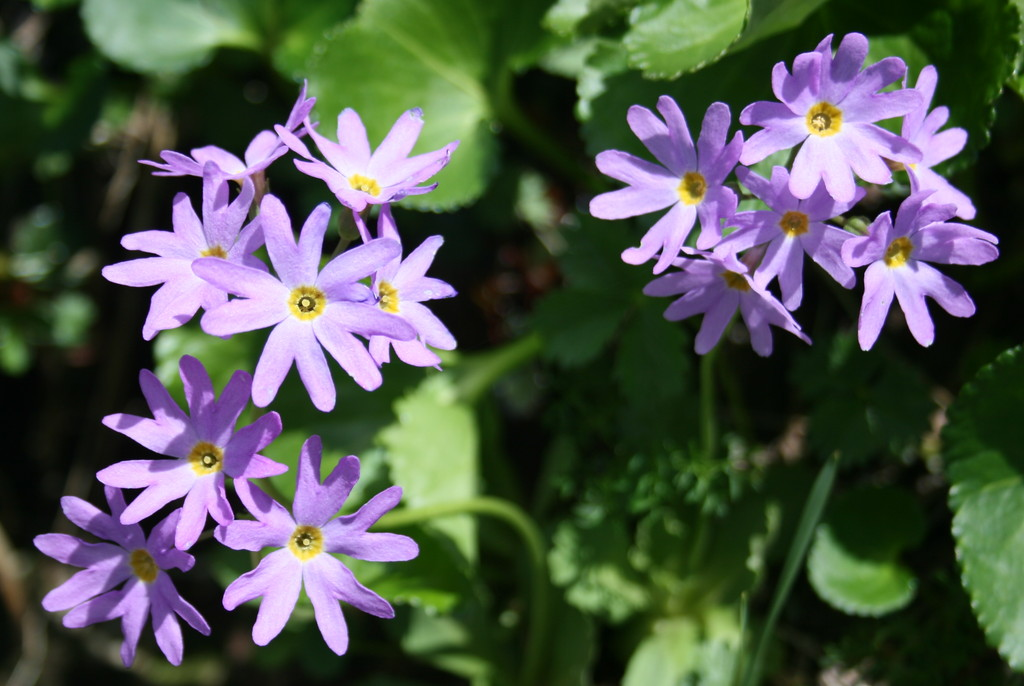
Primula cuneifolia (jap. Hakusan Kozakura)
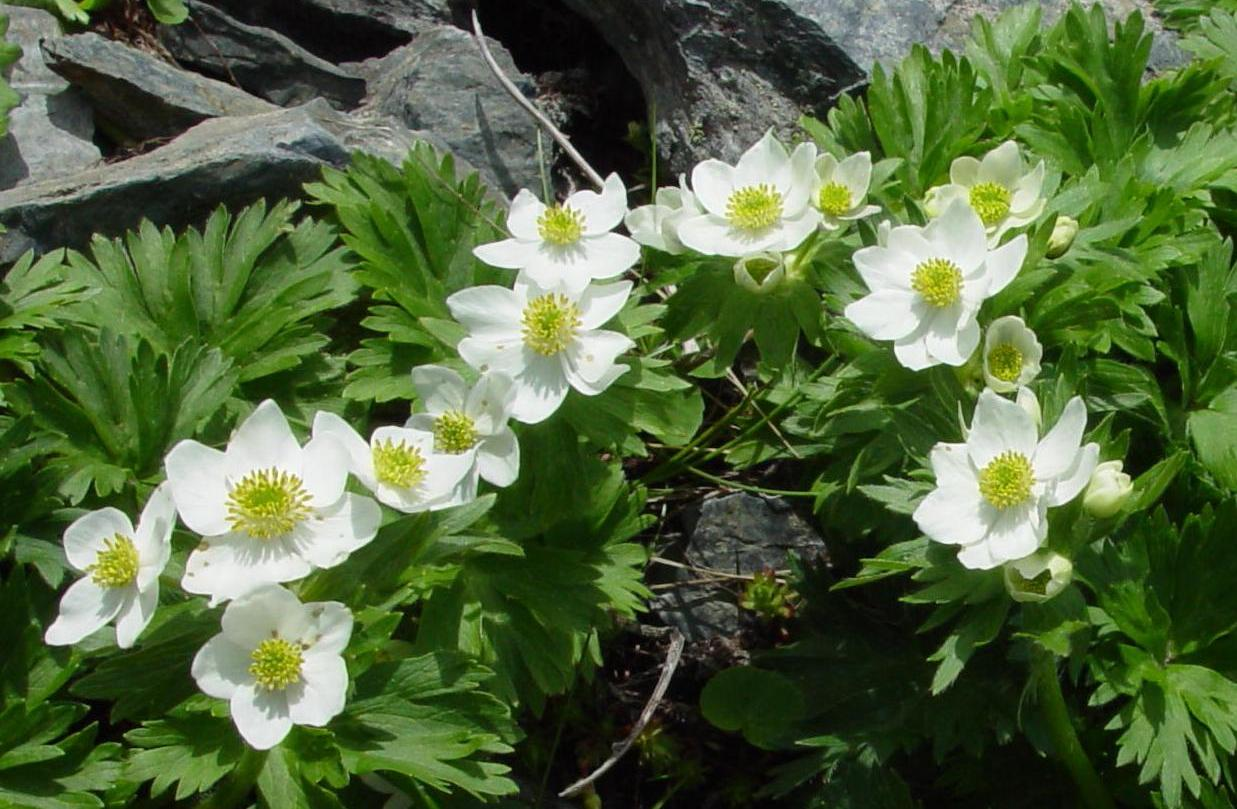
Anemone narcissiflora (jap. Hakusan Ichige)
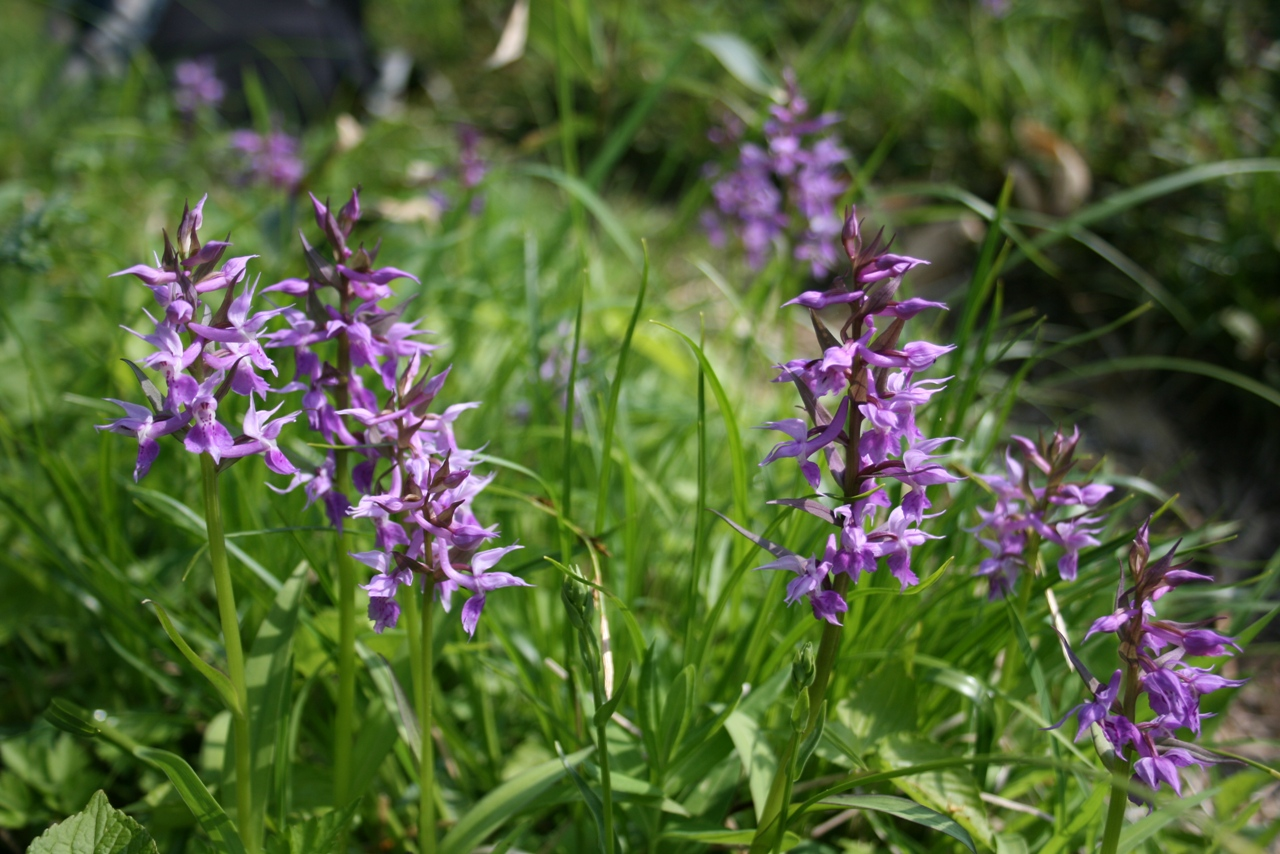
Dactylorhiza aristata (jap. Hakusan Chidori)

### Fauna
Unter den größeren Säugetierarten finden sich Asiatische Schwarzbären, Japanische Serau, Japanmakaken und eine Hermelin-Art. Zudem leben Steinadler, Ishikawas Präfekturvogel, und Alpenschneehühner, Gifus Präfekturvogel, an den Hängen des Haku-san. Während der Meiji-Zeit (Ende des 19. Jahrhunderts) verschwand die gesamte Population von Schneehühnern auf dem Berg, jedoch wurden seit einiger Zeit von Anwohnern wieder Sichtungen gemeldet. Zudem leben neben Steinadlern dort viele weitere Vogel- und Raubvogelarten wie Schwarzmilane. An Insektenarten finden sich ungefähr 2000 verschiedene in der Umgebung des Berges, davon wurden 120–130 am Haku-san erstmals entdeckt. Eine nach dem Haku-san benannte Art ist beispielsweise die Bremsenart Haematopota hakusanensis.

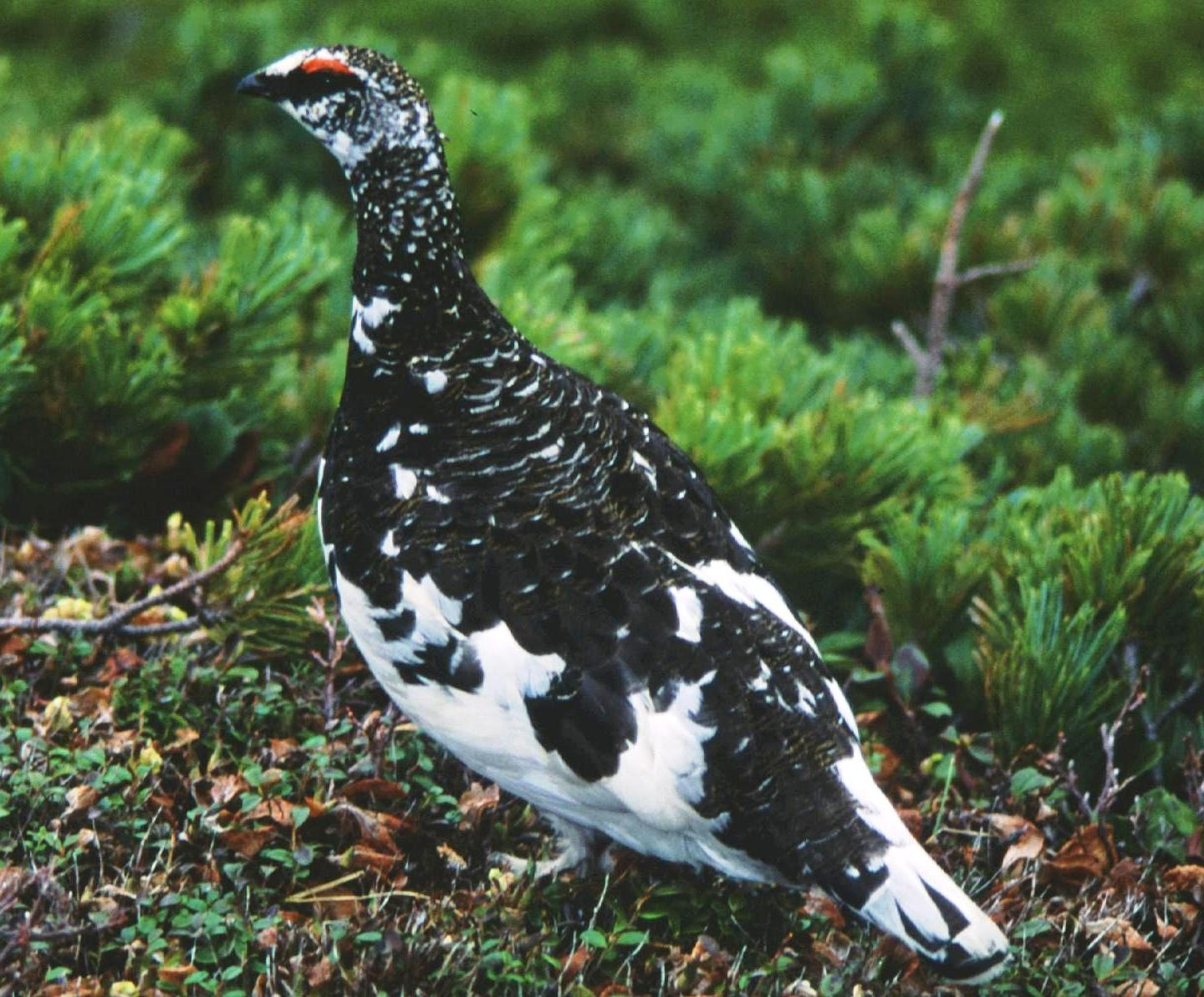
Alpenschneehuhn
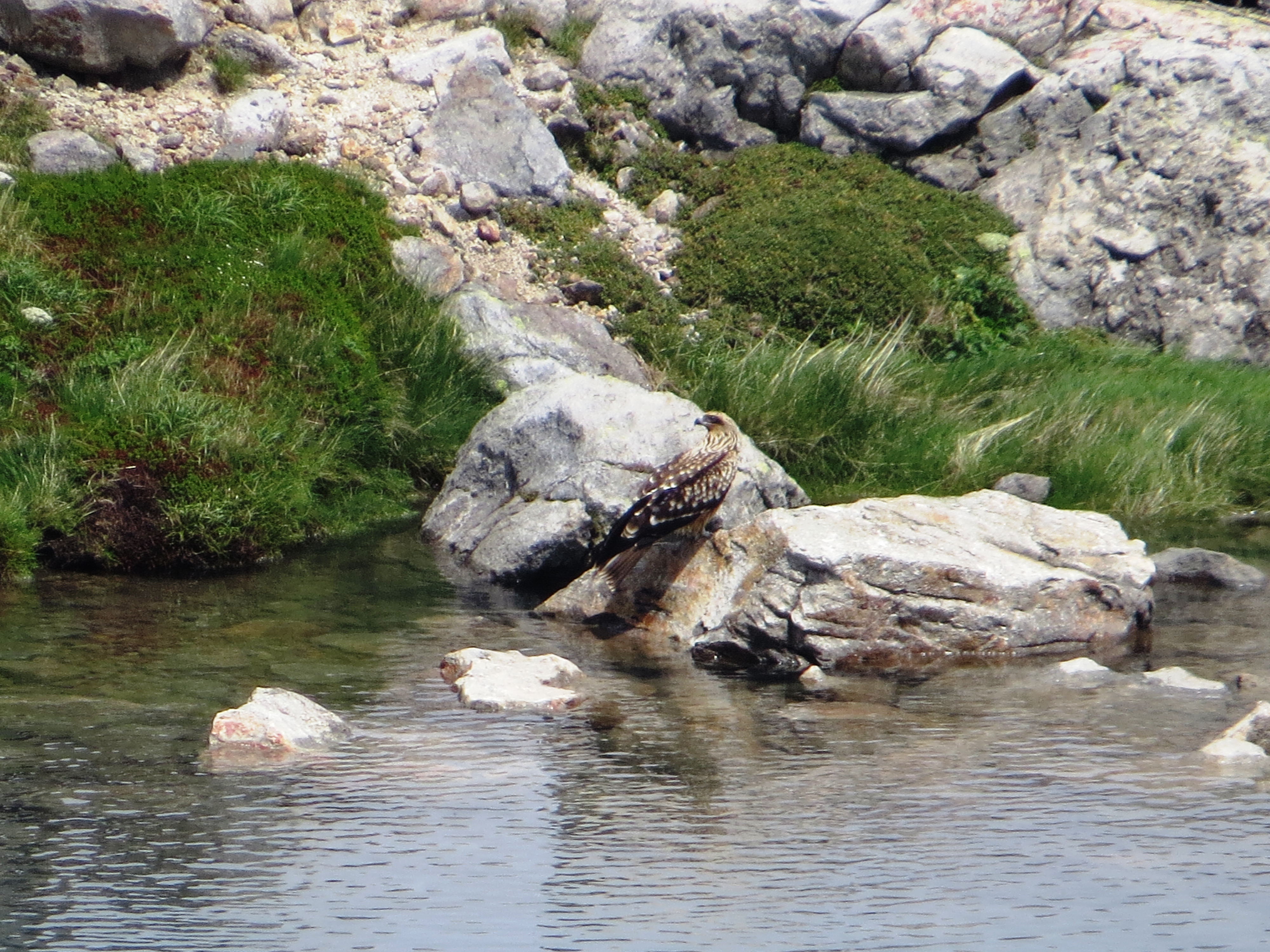
Schwarzmilan (Milvus migrans lineatus)
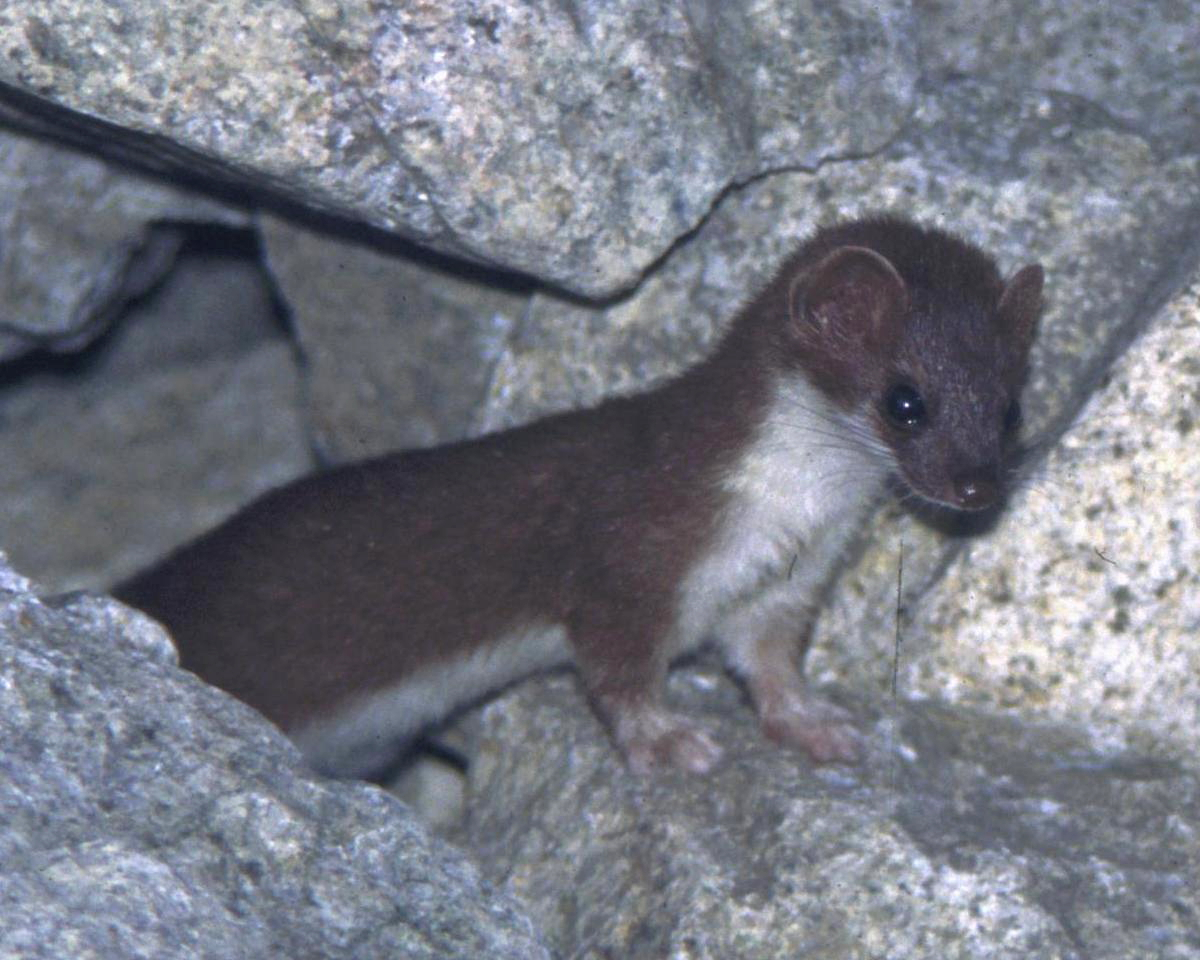
Mustela erminea nippon
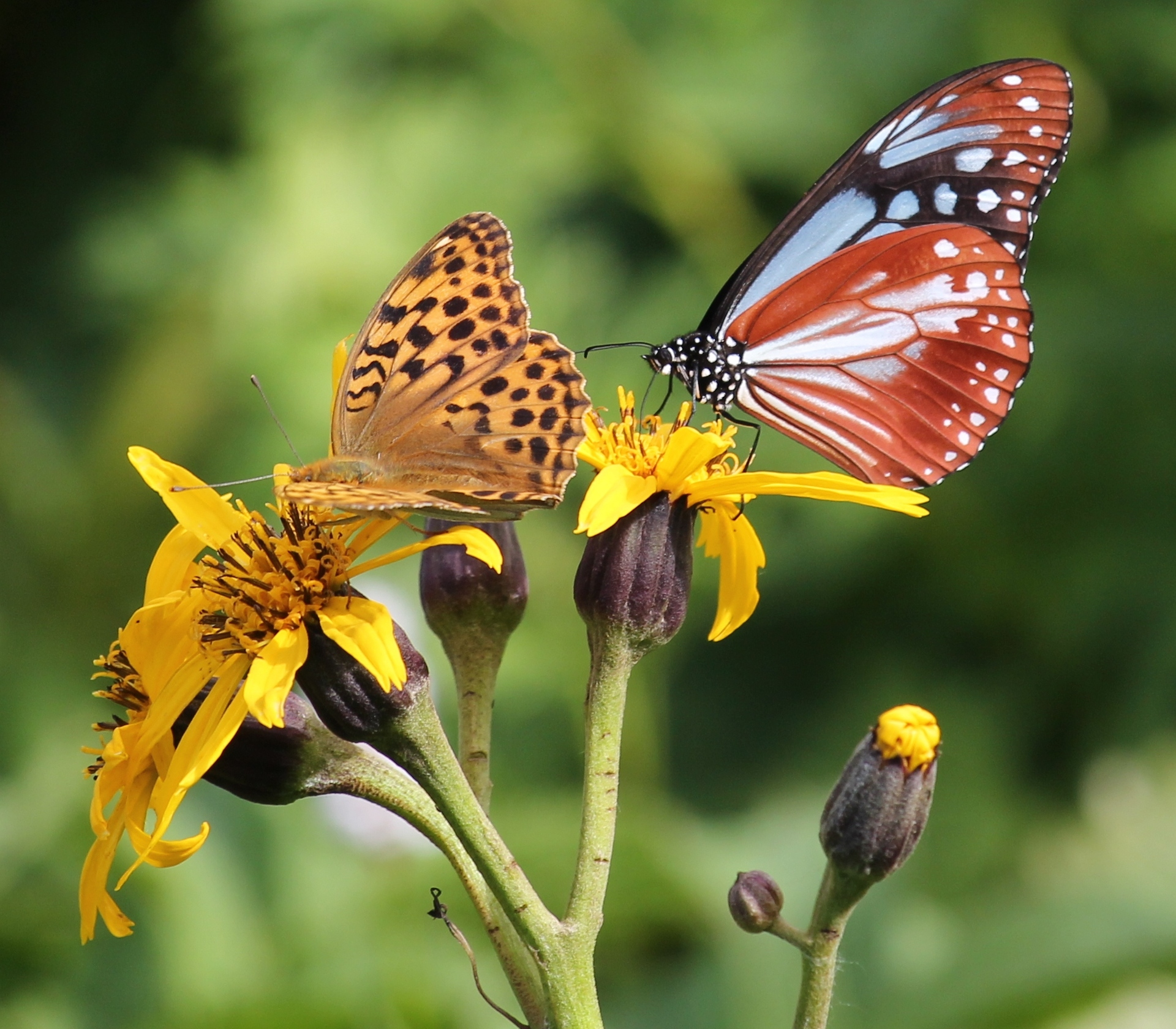
Argyronome ruslana, Parantica sita

### Naturschutz

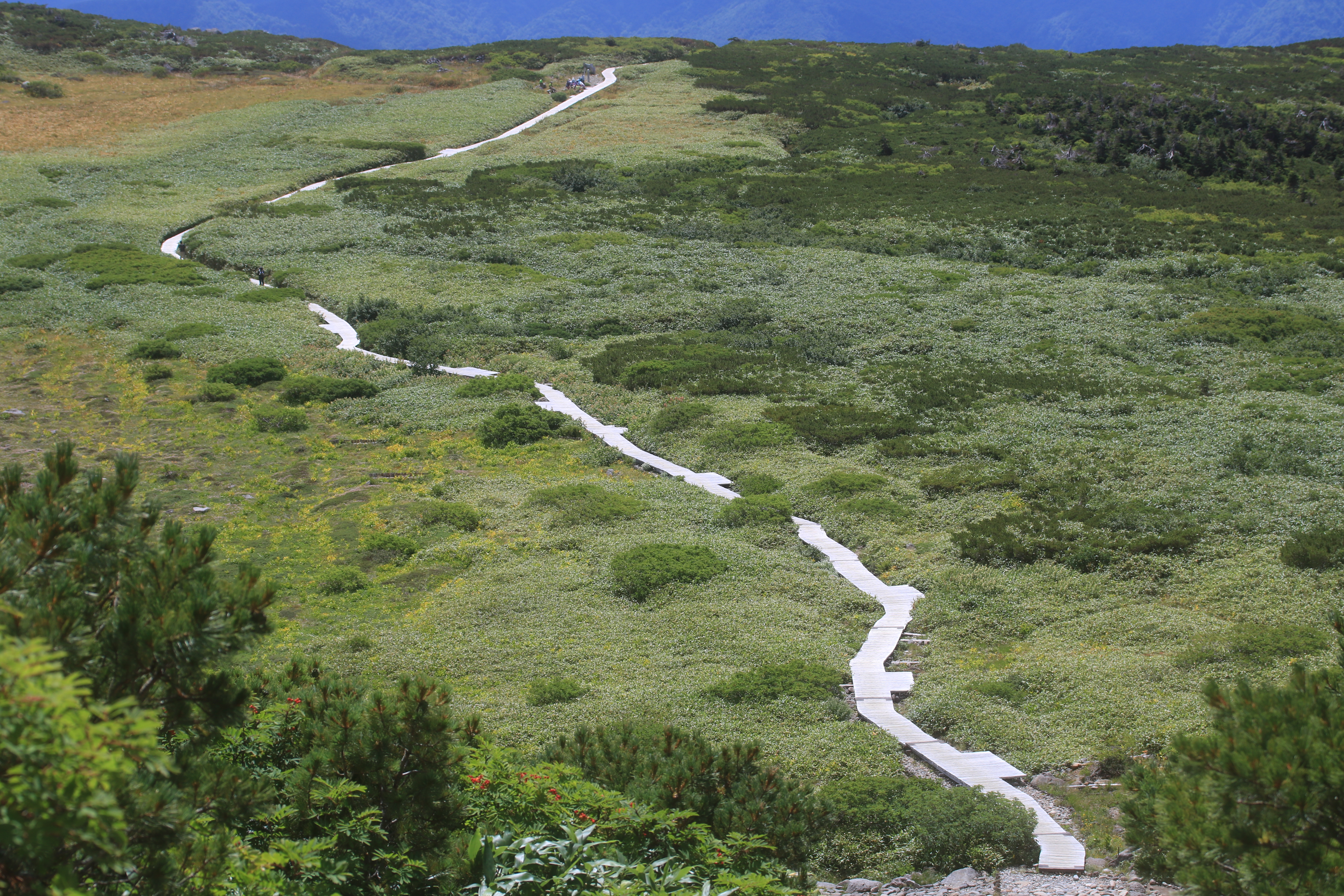
Holzweg über das Midagahara-Plateau

Das Gebiet um den Haku-san wurde 1955 als Quasi-Nationalpark ausgewiesen, bevor es 1962 als Hakusan-Nationalpark aufgewertet wurde. Das japanische Umweltministerium ist für die Verwaltung zuständig. Als Nationalpark ist das Parkgebiet mit der IUCN-Schutzkategorie II klassifiziert. Die Schutzzonen werden in geschützte Zonen in den niedrigeren Höhenlagen und besonders geschützte Zonen in den höheren Lagen, die Lebensraum für seltenere alpinen Pflanzen- und Tierarten sind, unterteilt. 1980 wurde zudem über das UNESCO-Programm „Der Mensch und die Biosphäre“ (MAB) eine Fläche von 48.000 ha als Biosphärenreservat ausgewiesen.
In Midagahara und anderen Gebieten wurden Holzwege eingerichtet um die durch die zunehmende Anzahl von Bergsteigern beschädigten alpinen Pflanzen zu schützen. Die Bergpfade von Murodō nach Gozengamine und die verfallenen Bergpfade rund um Murodō wurden restauriert, indem flache Steine verlegt wurden. Mit zunehmender Anzahl der Bergsteiger nahm auch die Anzahl der nichteinheimischen Arten aus dem Tiefland wie Plantago asiatica, Taraxacum officinale und Weißklee zu. Aktivitäten zur Untersuchung und Eindämmung dieser Pflanzen werden durchgeführt.

## Tourismus

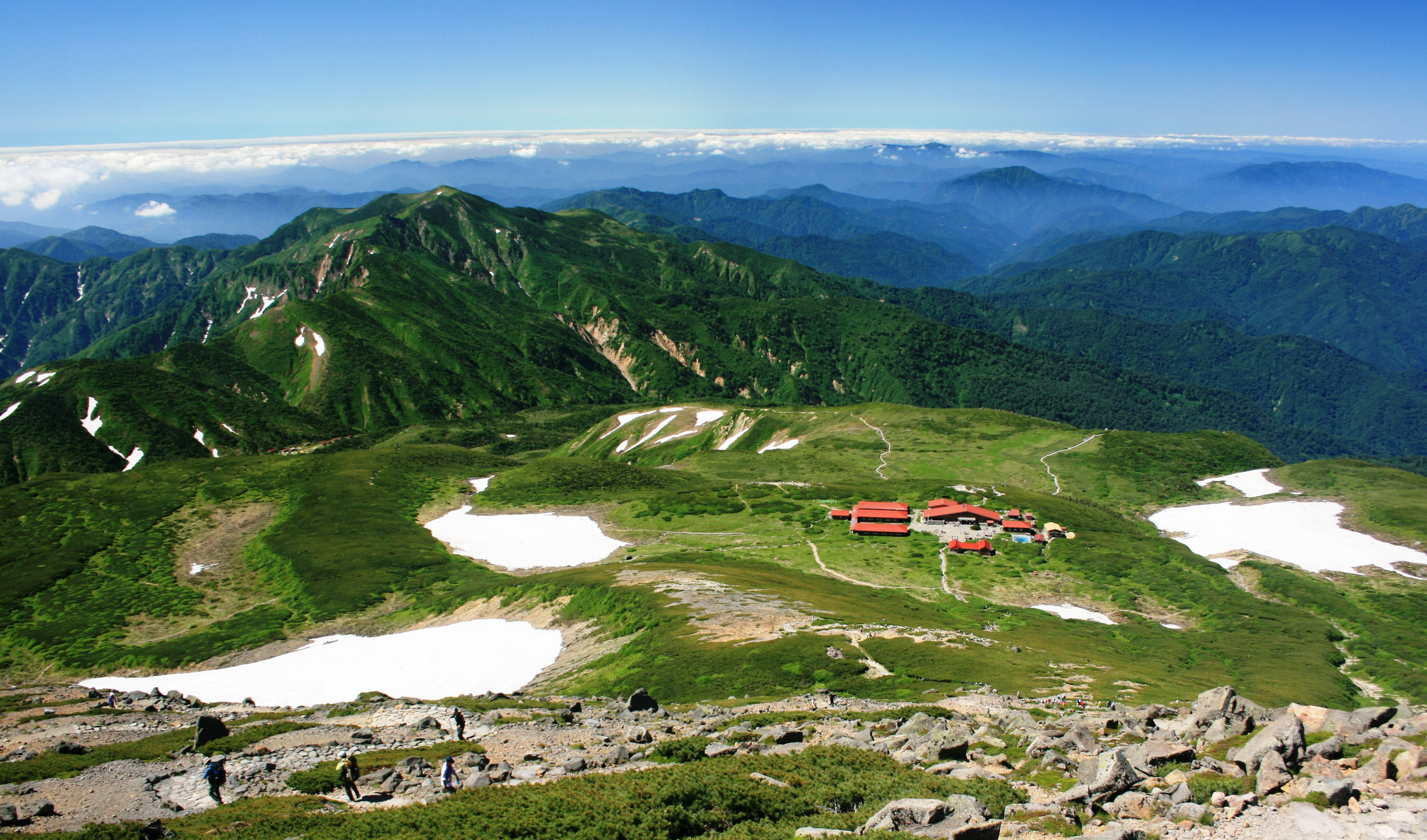
Blick auf den Bessan und das Hakusan-Murodō-Besucherzentrum unterhalb des Gipfels

### Bergsteigen
Die Zahl der Bergsteiger betrug Anfang der 1960er Jahre etwa 15.000 pro Jahr. Nach dem Wiederaufbau des Murodō-Besucherzentrums im Jahr 1967 stieg auf sie auf mehr als 20.000 Bergsteiger pro Jahr. Von 1983 bis 1998 waren es etwa 30.000. Während der Erneuerungsarbeiten von 1999 ging die Zahl der Bergsteiger aufgrund der Aussetzung von Verpflegung auf rund 10.000 pro Jahr zurück. Im Jahr 2002 stieg die Zahl auf etwa 37.000. Mit zunehmender Anzahl an Bergsteigern wurden jedoch die alpinen Pflanzenkolonien beschädigt.
Wanderrouten
- 砂防新道 Sabō-Shindō – Kurze Route ausgehend von Hakusan, die häufig für Tagesausflüge verwendet wird.
- 観光新道 Kankō-Shindō – Ausgangspunkt ist die Stadt Hakusan. Die Route bietet eine gute Aussicht und wird gerne für Abstiege genutzt.
- 平瀬道 Hirase-dō – Beginnt am Oshirakawa-Damm in Shirakawa in der Präfektur Gifu und bietet einen Blick auf die nördlichen Alpen. Sie wird manchmal für Tagesausflüge genutzt.

### Berghütten
Es gibt zahlreiche bemannte und unbemannte Berghütten in der Umgebung des Haku-san. Auf dem Haku-san selbst befinden sich zwei größere bemannte, reservierungspflichtige Berghütten.

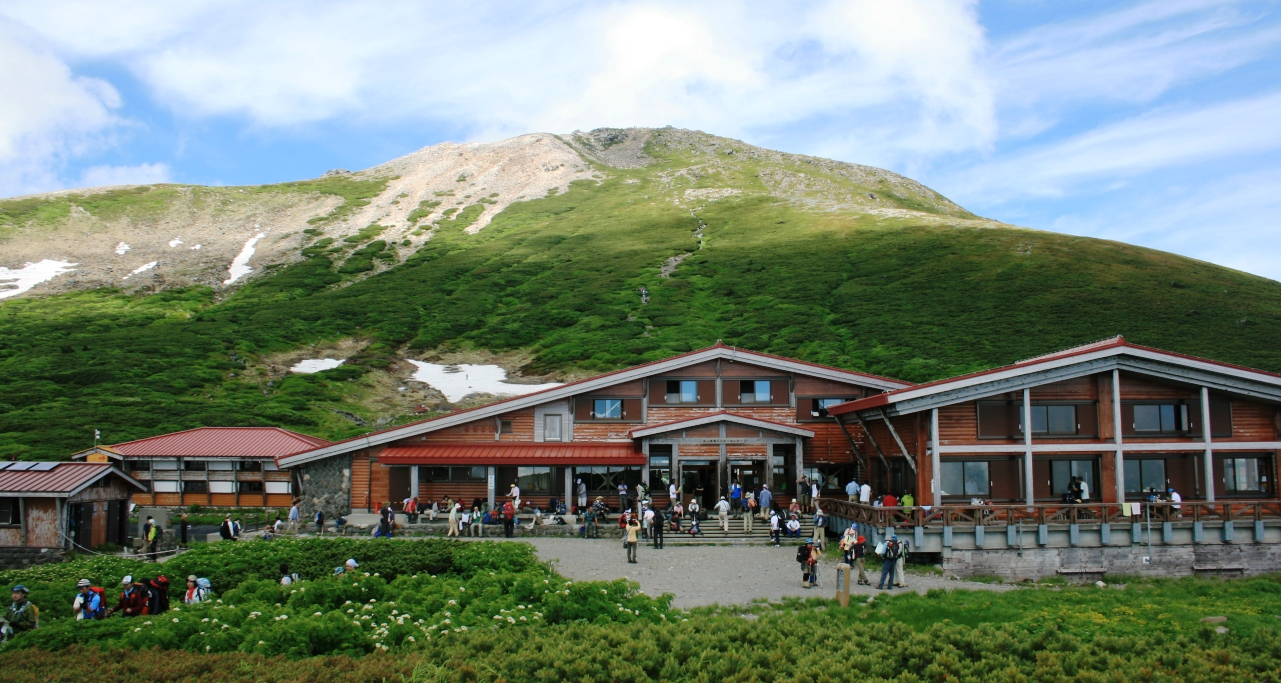
Hakusan-Murodō-Besucherzentrum
Das Besucherzentrum befindet sich auf einer Höhe von 2450 m. Es wird von der Hakusan Tourism Association betrieben und bietet Platz für 750 Personen (somit drittgrößte Hütte in Japan). Die Öffnungszeit ist etwa Mai bis Oktober abhängig vom Wetter und der Schneebedeckung. Im Mai und Juni ist nur Selbstverpflegung verfügbar. Mahlzeiten werden ab dem 30. Juni angeboten. Außerhalb des Öffnungszeitraums wird ein Teil des Gebäudes als Schutzunterkunft im Winter freigegeben. Die wichtigsten Einrichtungen sind Wasserversorgungseinrichtungen, Toiletten, eine Kantine, Schlafunterkünfte (Mehrbettzimmer), ein einfaches Postamt, die Hakusan-Murodō-Natsuyama-Klinik der Kanazawa-Universität und ein Wäschetrockenraum. Zudem sind öffentliche Telefon- und Ladegeräte verfügbar.

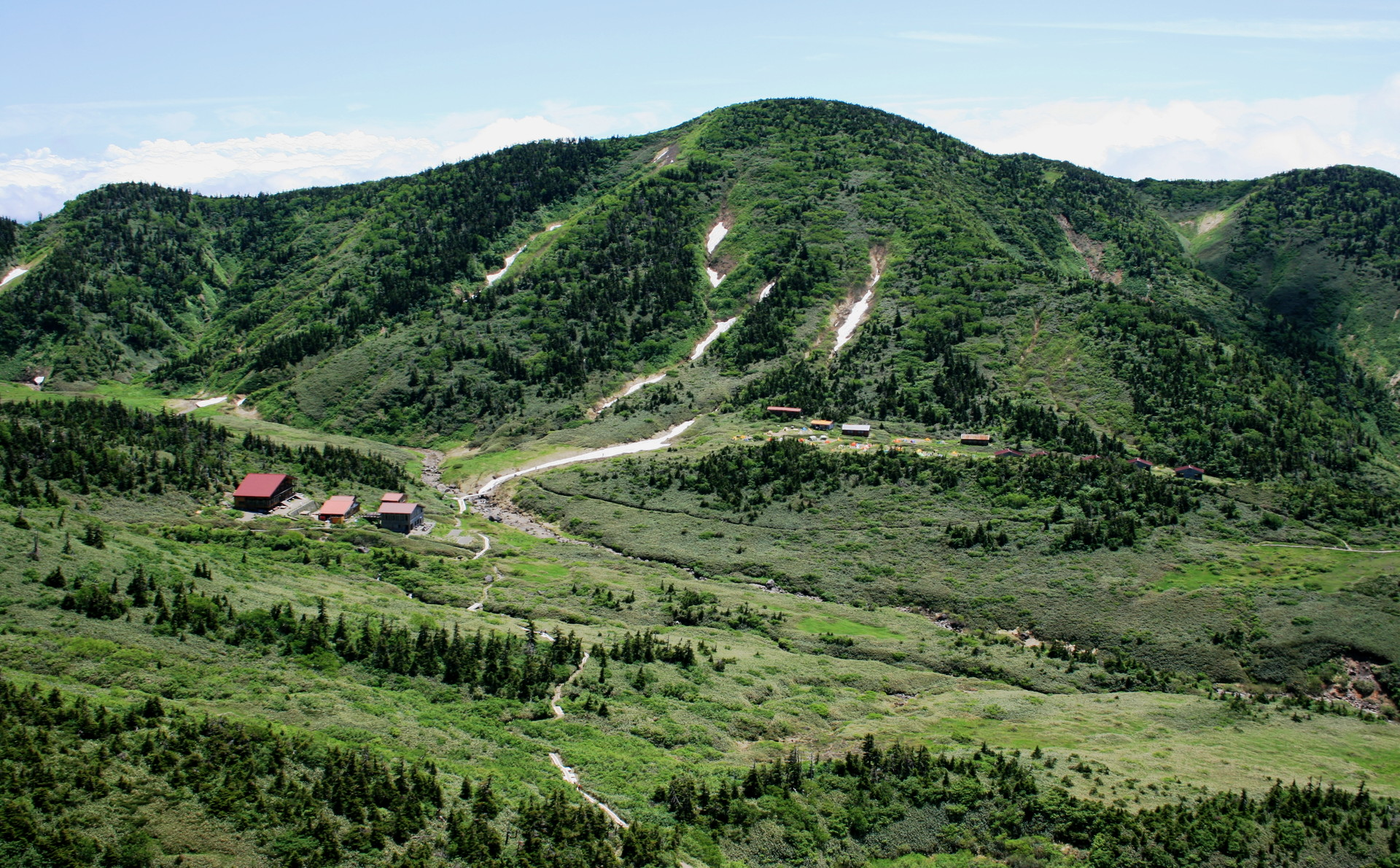
Nanryū-Sanso-Berghütte
Die Kapazität der Hütte ist 150 Personen und zusätzlich sind Zeltplätze für 100 Zelte ausgewiesen. Dies ist der einzige Ort auf dem Weg zum Haku-san der Zeltplätze anbietet.
Die Berghütte ist etwa Juli bis Oktober geöffnet, abhängig vom Wetter und der Schneebedeckung. Außerhalb dieses Öffnungszeitraums wird im Winter ein Teil der Hütte als Schutzunterkunft freigegeben. Die Hütte bietet eine Wasserversorgung, Waschtoiletten, eine Kantine und Schlafunterkünfte. Zudem gibt es öffentliche Telefone und Benzin für Selbstversorger. Auch Mietzelte und ein Decken-Service sind verfügbar.

### Onsen

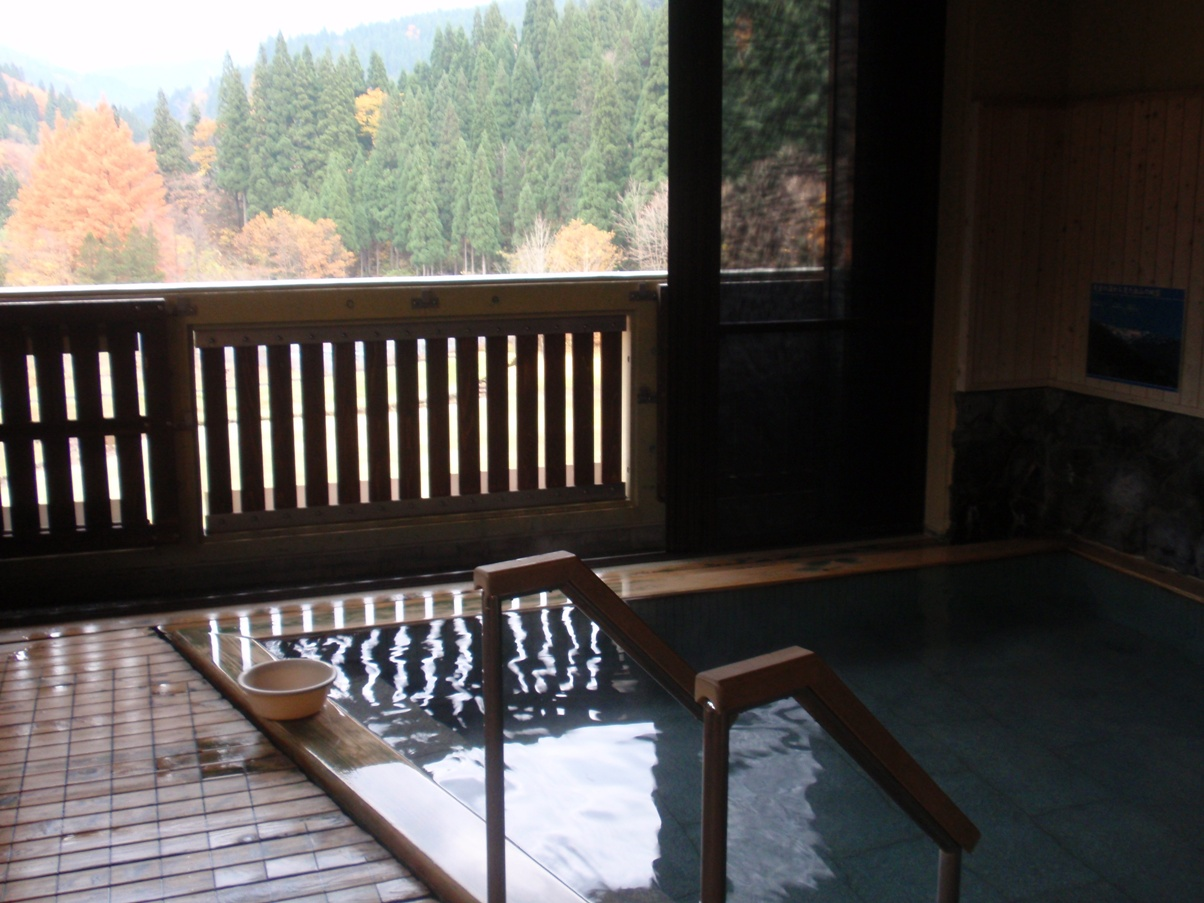
Shiramine-Onsen

Aufgrund der vulkanischen Aktivität des Haku-san gibt es zahlreiche heiße Quellen (Onsen) rund um den Berg. Am Fuße des Haku-san befinden sich beispielsweise Nakamiya-Onsen (中宮温泉), Hakusan-Ichirino-Onsen (白山一里野温泉), Shiramine-Onsen (白峰温泉), Iwama-Onsen (岩間温泉), Shin-Iwama-Onsen (新岩間温泉) und Shirakawago-Hirase-Onsen (白川郷平瀬温泉).
Im Tal in Ozō gibt es einen Ort, an dem heiße Quellen in Fontänen an die Oberfläche treten und durch Kondensation turmförmige Gebilde entstanden sind. Diese „Iwama-Fontänen-Türme“ (岩間の噴泉塔群 Iwama no funsentōgun) wurden am 19. Juni 1957 als nationales Naturdenkmal ausgewiesen. Im Jigoku-Tal (Jigokudani) an der Westseite des Shiramizu-Sees werden heißen Quellen für das am Ufer gelegene Shirakawa-Freibad genutzt.

### Skigebiete

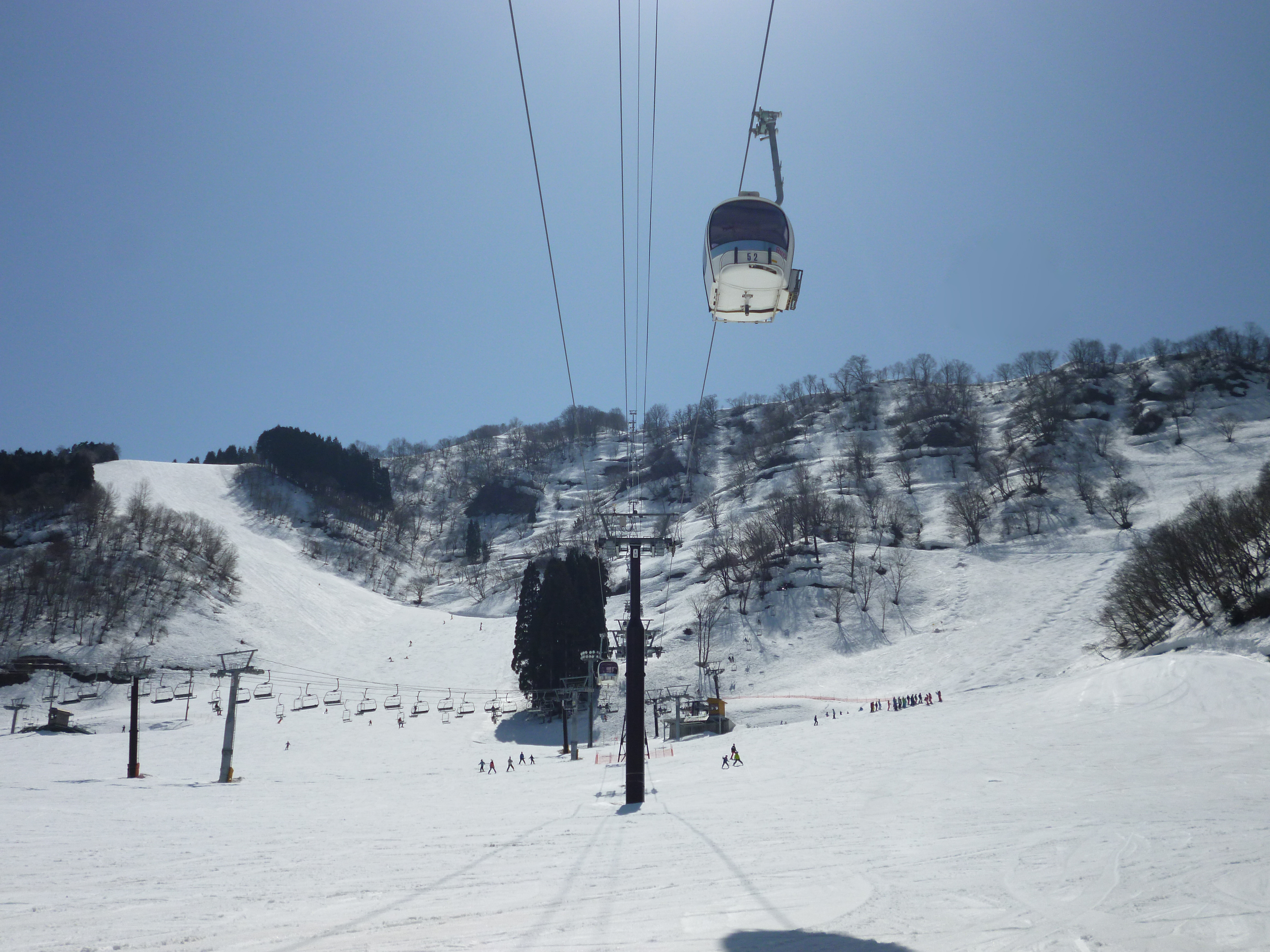
Hakusan-Ichiri-no-Onsen-Skigebiet

Die Umgebung des Haku-san ist sehr schneereich und bietet zahlreiche Skigebiete.
- Hakusan-Chūgū-Onsen-Skigebiet (白山中宮温泉スキー場)
- Hakusan-Senakōgen-Skigebiet (白山瀬女高原スキー場)
- Hakusan-Ichiri-no-Onsen-Skigebiet (白山一里野温泉スキー場)
- Hakusan-Shiramine-Onsen-Skigebiet (白山白峰温泉スキー場)

## Verkehrsanbindungen
- Hakusan-Shirakawagō-White-Road (白山白川郷ホワイトロード)
- Präfekturstraßen 33, 120 und 451
- Hakusan-Nagataki-Bahnhof (白山長滝駅) – Etsumi-nan-Linie (越美南線)
- Hida-Hakusan-Michi-no-eki (道の駅飛騨白山) – Autobahn 156